# Labirynt dusz
Labirynt Dusz – komiks autorstwa Sandry Mistal. Wydawany w Polsce przez Studio JG. Ukazały się trzy tomy.

## Fabuła
Główny bohater Hauke ma dość obecnego życia. Wchodzi do labiryntu, który prowadzi do świata idealnego, lecz dotarcie tam nie jest proste, gdyż labirynt rządzi się własnymi zasadami. Gdy już raz wejdziesz do labiryntu nigdy już nie wrócisz do świata z którego przyszedłeś, w labiryncie znajdują się wrota do różnych miejsc, lecz jeśli po 7 dniach pobytu tam nie znajdziesz powrotu do labiryntu, zostaniesz w tym miejscu na zawsze. Hauke spotyka w labiryncie wiele interesujących osób, oraz tajemniczego mężczyznę, który jest alchemikiem.

## Bohaterowie
- Hauke – ma mniej więcej 18 lat, 182cm. Ma dość swojego dotychczasowego życia.
- Alchemik – jest dosyć tajemniczą postacią, nie jest znane jego prawdziwe imię, lecz Hauke nazywa go Alchemikiem, lub po prostu Alem.
- Maska – również nie jest znane jego imię. Dokucza i wytyka błędy głównemu bohaterowi, próbuje nim manipulować. Nie znamy jednak jego motywów ani celów.
- Aicon – pojawia się w drugim tomie. Podlega Zedekiah jak i również Masce. Jest szpiegiem dzięki swoim zdolnościom wtapiania się w każdy przedmiot.Służy innym także jako przekaźnik.